# The Sins of Thy Beloved

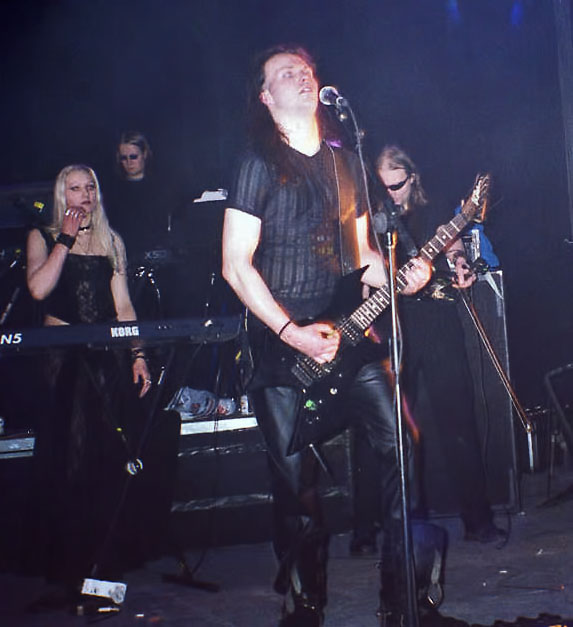
The Sins of Thy Beloved in 2001

The Sins of Thy Beloved (TSOTB) is een Noorse metalband uit Bryne. De band valt op door de variatie in hun muziek, de zware melancholische sfeer en door hun bezetting.

## Biografie
De band is opgericht in november 1996 door Glenn Morten Nordbø, Arild Christensen en Stig Johansen. Oorspronkelijk noemde de band "Purgatory", maar dat werd snel veranderd. Anita Auglend en Ola Aarrestad voegden zich kort daarnabij de band, hierna nam de band hun eerste demo All Alone op tussen januari en februari 1997.
Anders Thue en Ingfrid Stensland voegden zich ook bij de band voor de opnames van hun tweede demo Silent Pain in januari 1998. Pete Johansen speelde de viool in op deze demo, ook al was hij geen officieel lid van de band tot de opnames van hun debuut Lake of Sorrow in 1998.
Ze hebben optredens gegeven in Europa, waarna ze hun tweede album Perpetual Desolation opnamen in 2000. Tijdens de daaropvolgende tour besloten Anita Auglend, Anders Thue en Ingfrid Stensland om de band te verlaten in 2001. Een live CD en VHS werd uitgebracht in 2001, maar deze werd niet wereldwijd verkocht en is dus moeilijk te vinden.
Sinds het vertrek van de voorgaande 3 bandleden, is de band in een diepe winterslaap gevallen. Pete Johansen heeft nog viool ingespeeld op enkele albums van Tristania. In 2007 waren er onbevestigde geruchten dat Anita Auglend terug zou keren naar de band, maar de band staat nog steeds stil.

## Genre
The Sins Of Thy Beloved wordt vaak vergeleken met gothic metal bands zoals Tristania en Theatre Of Tragedy. Hun muziek bevat death/doommetal ritmes, bijgestaan door violen, vooral op het album Lake of Sorrow.

## Discografie

### Studioalbums
| Album informatie                                                             |
| ---------------------------------------------------------------------------- |
| Lake of Sorrow - Uitgebracht: 1998 (Noorwegen) - Label: Napalm Records       |
| Perpetual Desolation - Uitgebracht: 2000 (Noorwegen) - Label: Napalm Records |

### Demo's
| Album informatie                                                                   |
| ---------------------------------------------------------------------------------- |
| The Sins Of Thy Beloved Demo - Uitgebracht: 1997 (Noorwegen) - Label: Eigen beheer |

### Ep's
| Album informatie                                             |
| ------------------------------------------------------------ |
| All Alone - Uitgebracht: 1997 (Noorwegen) - Label: Nocturnal |

## Bandleden

### Huidige bandleden
- Glenn Morten Nordbø - gitaar, vocalen (1996–heden)
- Arild Christensen - gitaar, vocalen (1996–heden)
- Ola Aarrestad  -basgitaar (1996–heden)
- Stig Johansen - drums (1996–heden)
- Anita Auglend - vocalen (1996–2001, 2007–heden)
- Maiken Olaisen - keyboards (2005–heden)

### Voormalige bandleden
- Anders Thue - keyboards, piano (1997–2001)
- Ingfrid Stensland - keyboards, piano (1997–2001)
- Pete Johansen - viool (1998–2001)

### Sessie & Tijdelijke bandleden
- Hege-Marie Aanby - vocalen (februari 2001)
- Mona Wallin - vocalen (oktober 2005)